# 滋賀県道136号雲井停車場線
滋賀県道136号雲井停車場線（しがけんどう136ごう くもいていしゃじょうせん）は、滋賀県甲賀市を通る一般県道である。

## 概要
信楽高原鐵道信楽線 雲井駅から甲賀市信楽町牧に至る。この県道の延長線上は大津市、草津市方面へと行ける。
周辺は甲賀市信楽町牧の住宅街である。

### 路線データ
- 起点：甲賀市信楽町牧（信楽高原鐵道信楽線 雲井駅前）
- 終点：甲賀市信楽町牧（牧交差点、国道307号交点、滋賀県道16号大津信楽線終点）
- 総延長：0.5 km

## 路線状況

### 道路施設

#### 橋梁
- 雲井橋（大戸川、甲賀市）

## 地理

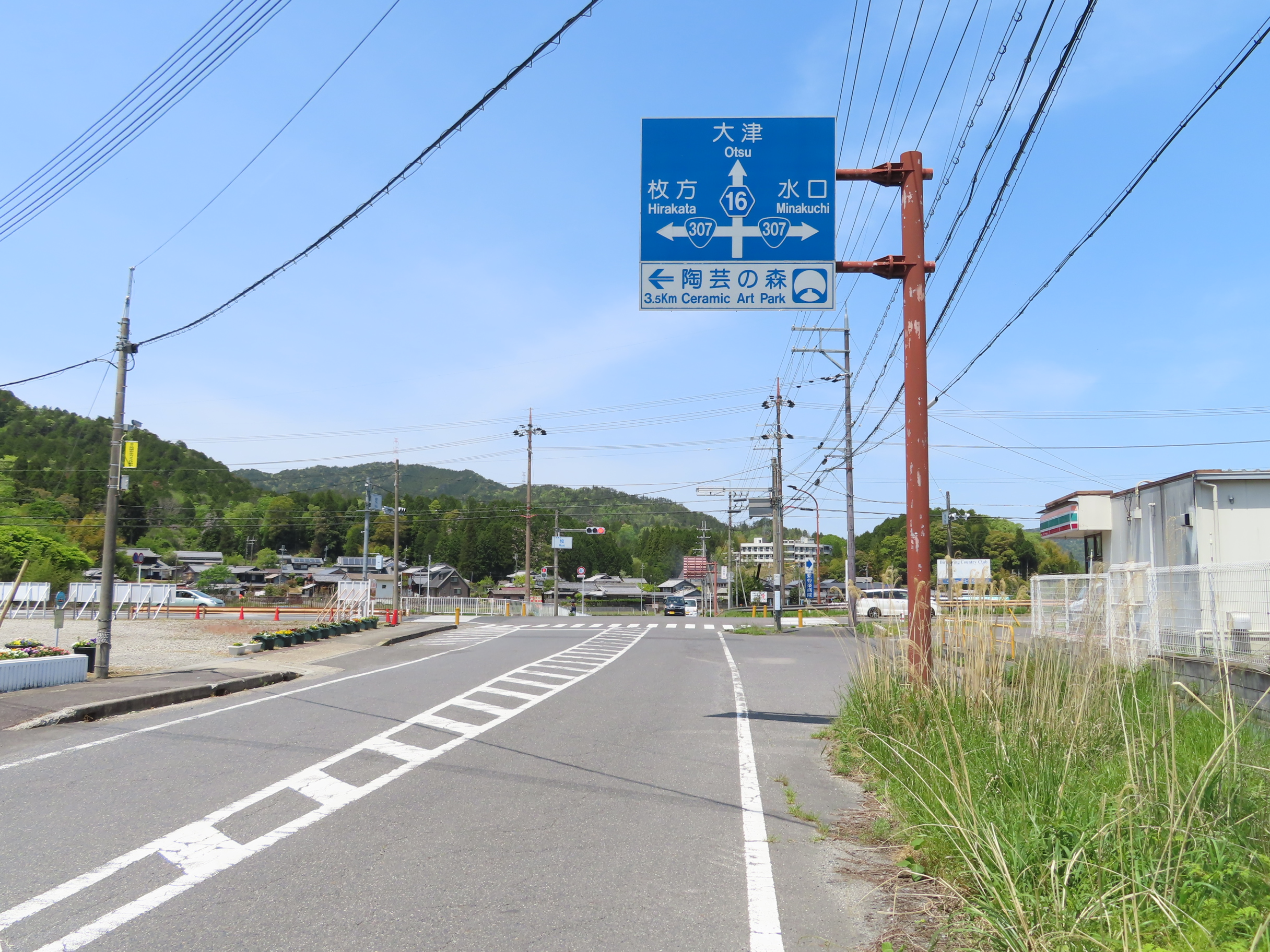
終点の牧交点。国道307号が交差し、まっすぐ行けば滋賀県道16号大津信楽線である。

### 通過する自治体
- 滋賀県
  - 甲賀市

### 交差する道路
| 交差する道路                                          | 交差する場所 | 交差する場所    |
| ----------------------------------------------------- | ------------ | --------------- |
| 国道307号 / 近江グリーンロード 滋賀県道16号大津信楽線 | 信楽町牧     | 牧交差点 / 終点 |

### 沿線
- 信楽高原鐵道信楽線 雲井駅
- 甲賀市立雲井小学校、雲井保育所
- NTT西日本 滋賀支店雲井別館